# جامعة مارانهاو الفيدرالية
جامعة مارانهاو الفيدرالية (بالبرتغالية: Universidade Federal do Maranhão‏) هي جامعة اتحادية في ولاية مارانهاو الشمالية الشرقية بالبرازيل.